# Seseli osseum
Seseli osseum är en flockblommig växtart som beskrevs av Heinrich Johann Nepomuk von Crantz. Seseli osseum ingår i släktet säfferötter, och familjen flockblommiga växter. Inga underarter finns listade i Catalogue of Life.

## Bildgalleri

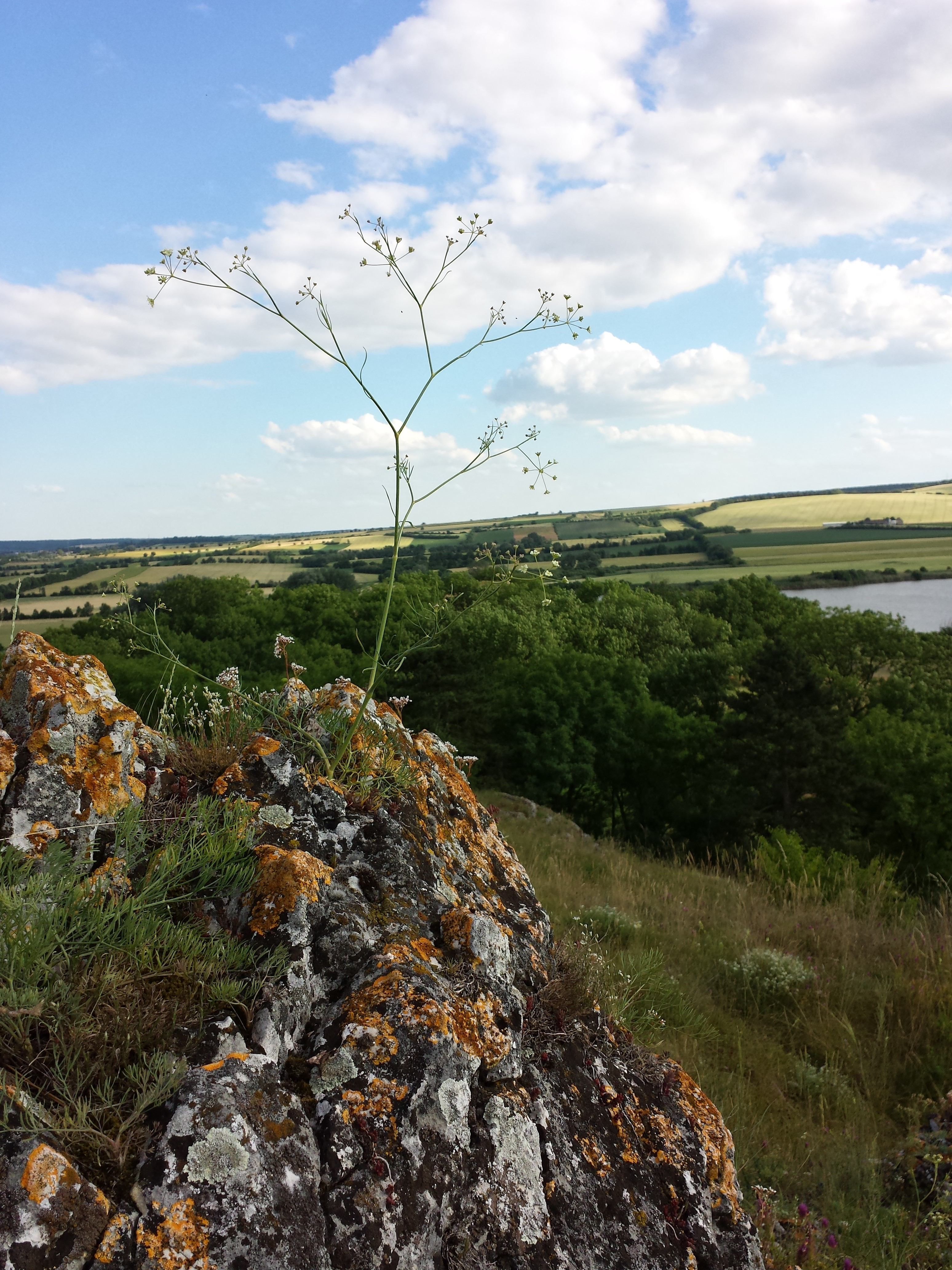
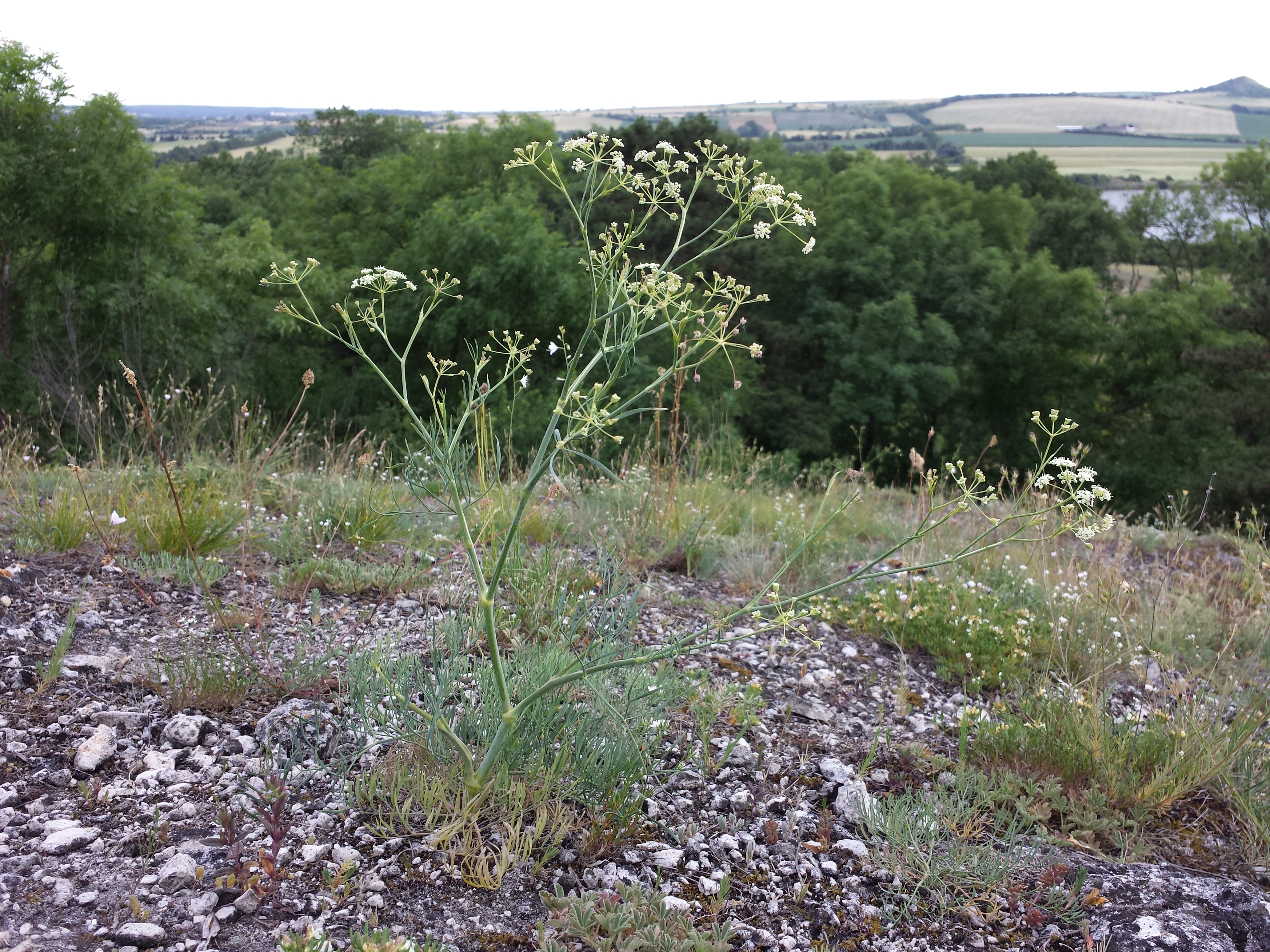
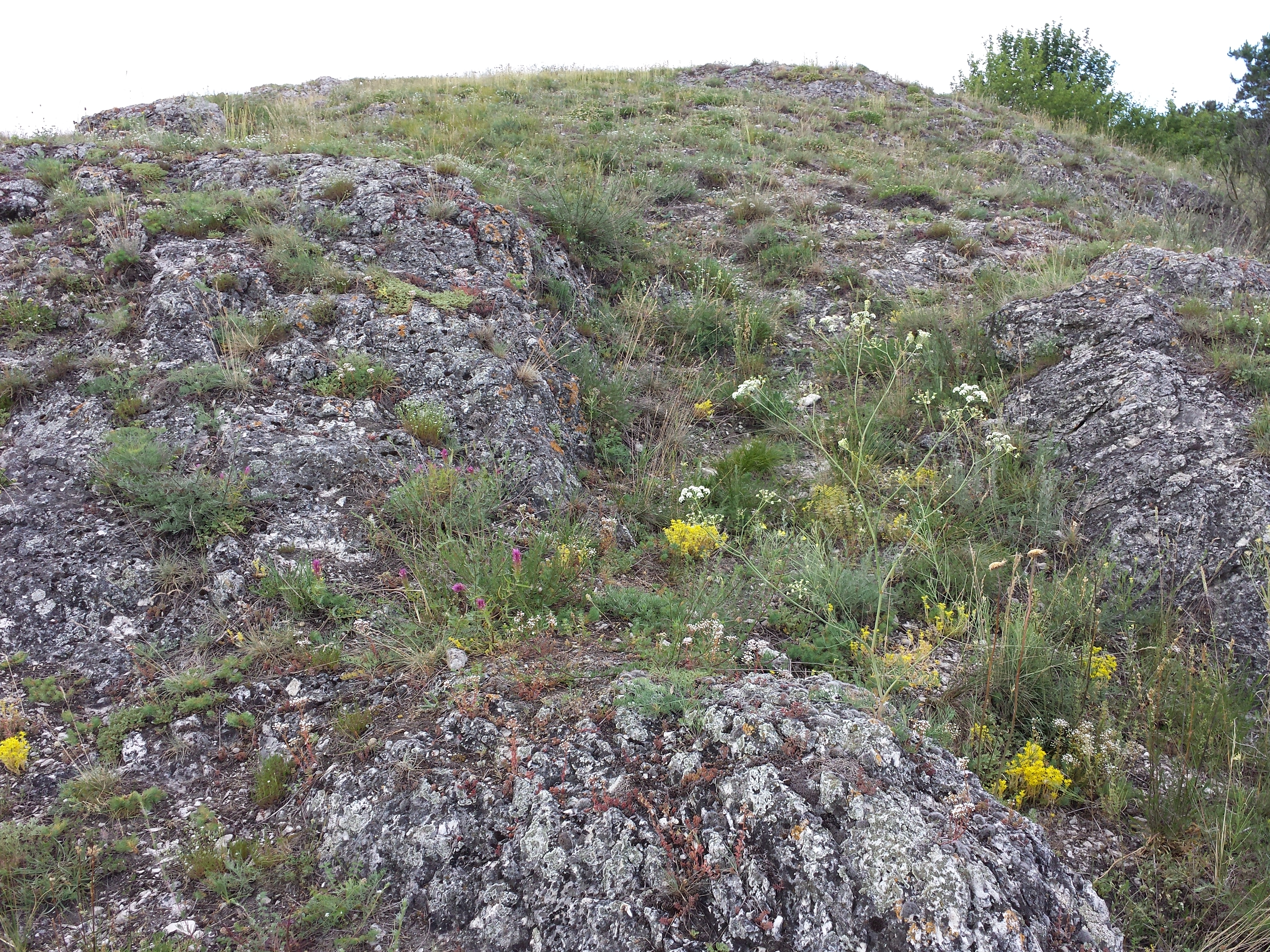
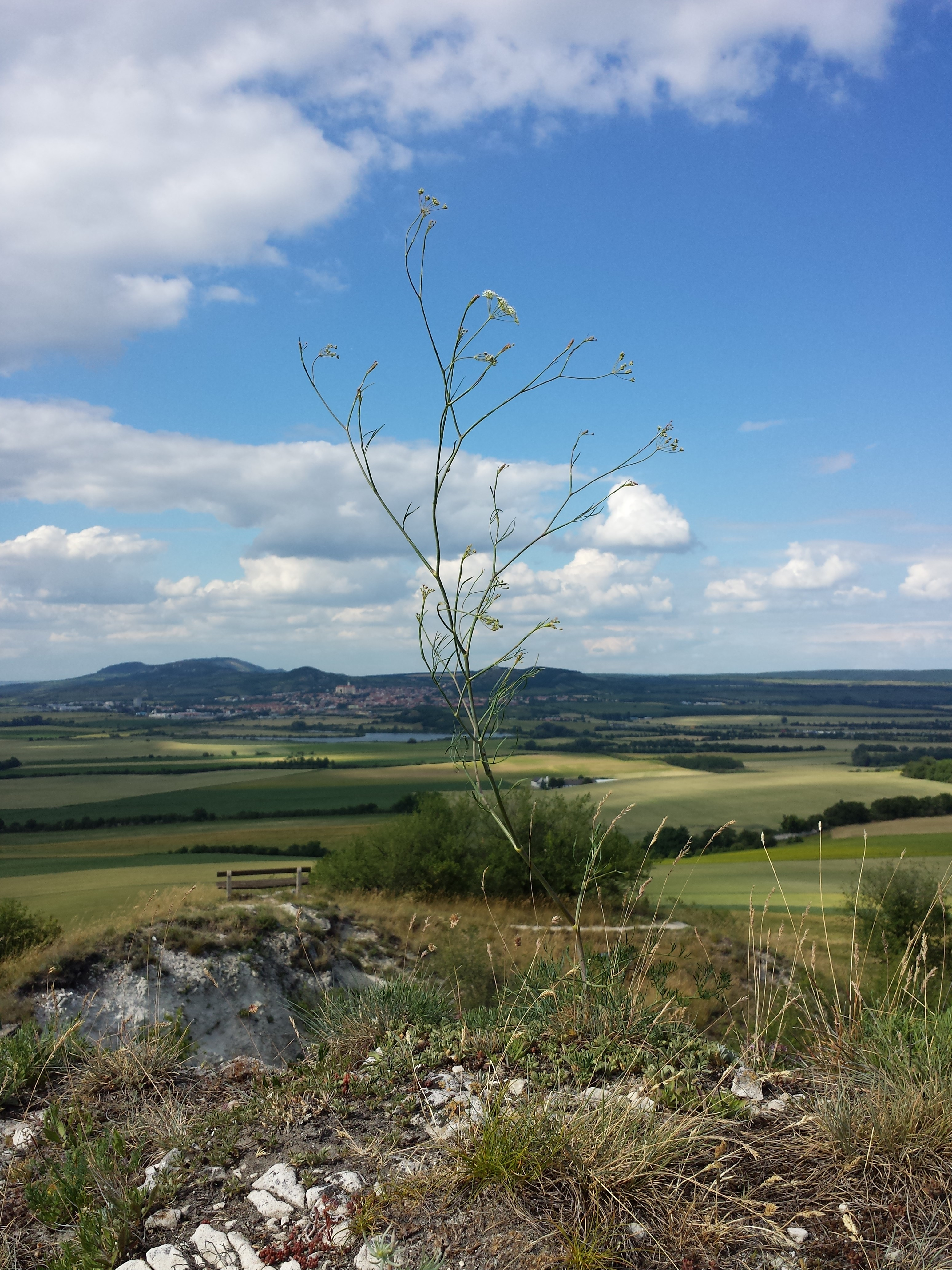
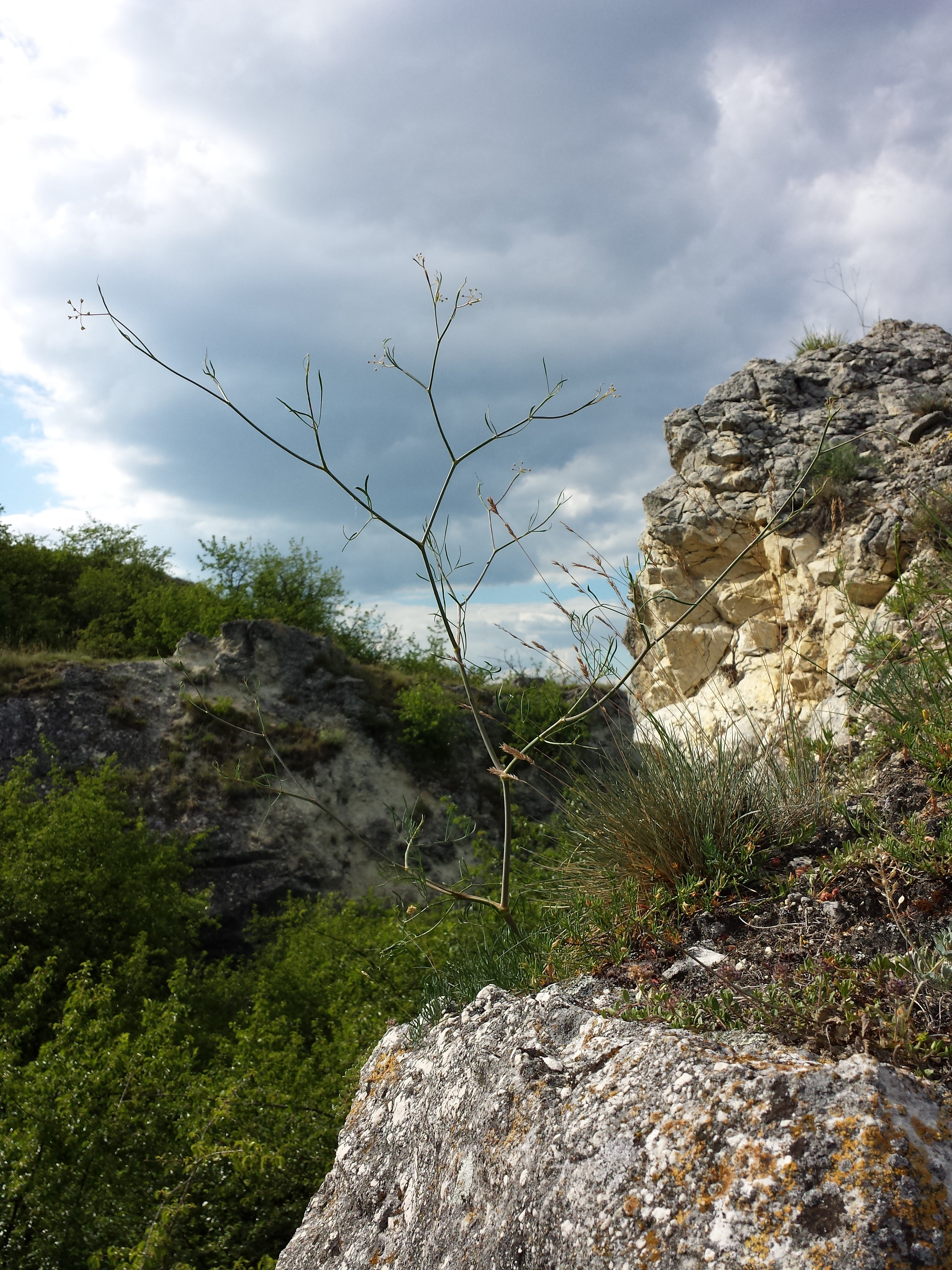
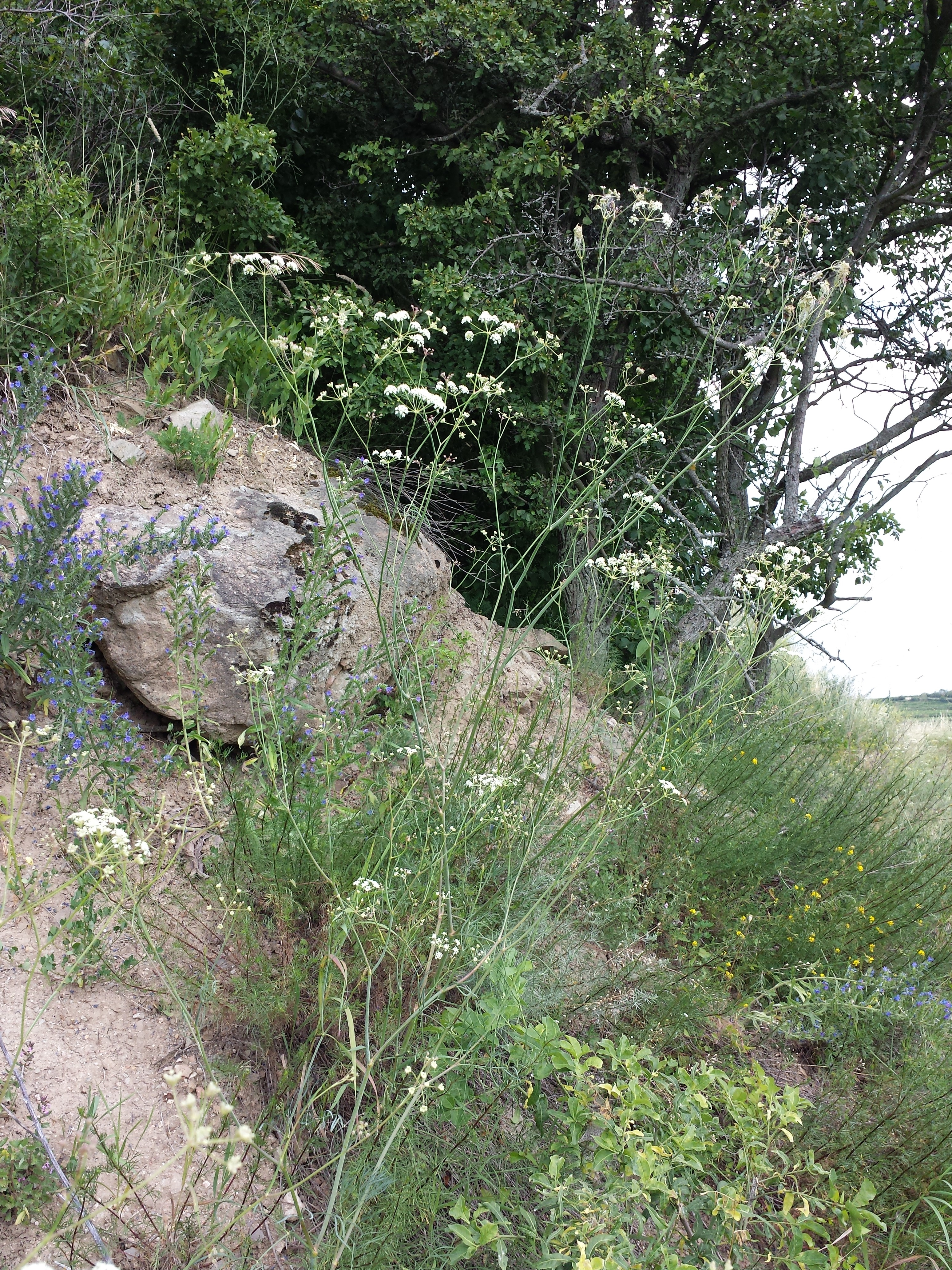